# 楊文愷

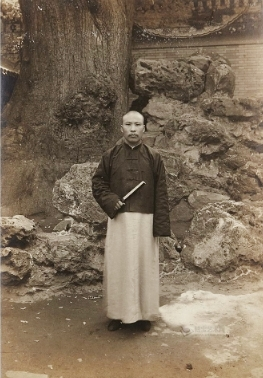
楊文愷

楊文愷（1883年—1965年6月）字建章，直隷省順天府永清县人，清末、中華民国军事将领、政治家。

## 生平
楊文愷是清朝秀才。（但据其孙杨林说，楊文愷仅随父亲念过私塾。）後赴日本留学，毕业于陸軍士官学校第6期步兵科。归国後，楊文愷历任禁衛軍一等参謀、直隷都督府軍務課課長、湖北督軍公署軍務課課長兼漢陽兵工廠总办等职务。此后，他任直系王占元的幕僚。

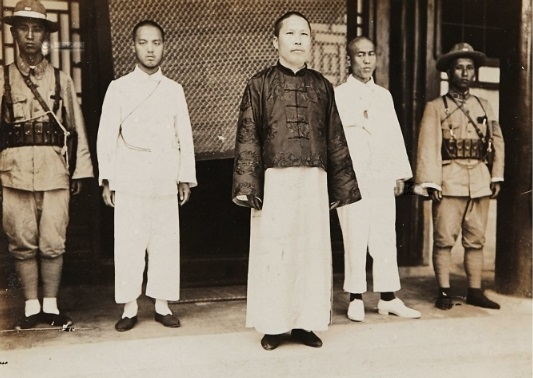
楊文愷

1921年（民国10年），楊文愷转投直系孫传芳手下。翌年，随孫传芳赴福建省，任福建省督軍署参議。1924年（民国13年），获授“越威将軍”。1925年，任東南五省聯軍总司令部总参議。
1926年（民国15年）5月，楊文愷在顏惠慶攝政内閣任農商总長。此后他在杜錫珪临时攝政内閣、顧維鈞临时攝政内閣、顧維鈞攝政內閣继续任该职。潘復内閣成立后，楊文愷于1927年（民国16年）6月辞任。潘復内閣将農商部改組，分别成立農工部、实业部。

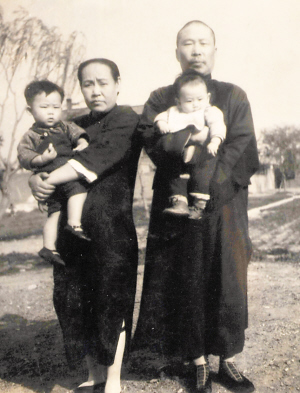
杨文恺夫妇与孙辈合影（右边儿童为孙子杨林）

此後，楊文愷寓居天津。他用当年任汉阳兵工厂总办时积攒的钱在家乡购置了土地，在天津购置了房产。1927年迁居天津时，杨文恺先住在今河北区进步道，之后搬到当时的大理道晓园2号。杨文恺娶了两房太太，育有12个孩子。因房子小，大夫人带着一房儿女居住在成都道昭明里，杨文恺则和二夫人刘文慧居住在晓园。随着子女长大，只有六女儿结婚后陪杨文恺和二夫人住在晓园，其他子女都搬走，空出的房间被杨文恺出租，杨文恺由此当起房东。抗日战争时期，日本侵占天津后，杨文恺拒绝出任职务。
中華人民共和国成立後，楊文愷留在天津，任天津市文史研究館館員。杨文恺和亲家程海鸥（女儿是楊文愷三子杨世谦的妻子）常在一起回忆往事。杨文恺写的《孙传芳的一生》、《我所知道的陈调元》、《我在汉阳兵工厂与曹吴的关系》等文章发表在《天津文史资料选辑》上。
1965年6月，楊文愷病逝。享年83岁。

## 家庭
杨文恺娶了两房太太，育有12个子女。

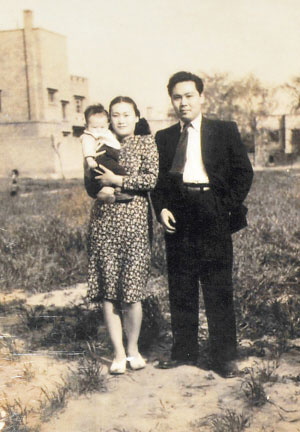
杨文恺的三儿子杨世谦与夫人（程海鸥之女）及儿子杨林
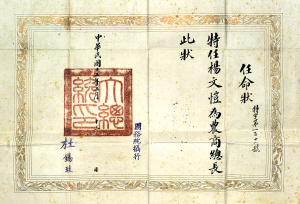
1926年杜錫珪临时攝政内閣时，摄大总统职的杜錫珪任命杨文恺为农商总长的任命状
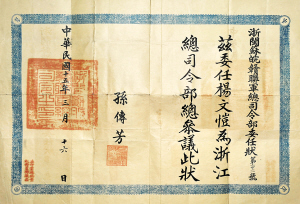
1926年3月16日，浙闽苏皖赣联军（即五省联军）总司令孙传芳任命杨文恺为浙江总司令部总参议的任命状